# Eleições presidenciais portuguesas de Dezembro de 1918
As quintas eleições presidenciais portuguesas tiveram lugar a 16 de Dezembro de 1918, dois dias após o assassinato do Presidente Sidónio Pais, em sessão do Congresso da República. As eleições disputavam-se pelo que restava do mandato presidencial de Bernardino Machado, o 2.º quatriénio (1915-1919).
Ao contrário das eleições diretas que haviam levado Sidónio Pais ao poder, estas eleições realizaram-se pelas duas Câmaras (Deputados e Senado) do Congresso da República reunidas em sessão conjunta, de acordo com os princípios da Constituição de 1911 (retomados por intermédio da Lei n.º 833, assinada nesse mesmo dia pelo Presidente do Congresso da Republica, Zeferino Cândido Falcão Pacheco).
A eleição não foi, no entanto, pacífica. Após a chamada para o escrutínio, em que respondem 134 congressistas, os representantes monárquicos saem da sala, dando entrada na urna somente 125 votos. Dado que eram necessários 131 para poder haver quorum, procede-se a novo escrutínio, agora com a presença de 138 votantes, incluindo os monárquicos. No segundo escrutínio, não se registam quaisquer votos nos candidatos José Relvas (Partido Unionista), Basílio Teles (Partido Democrático) e General Garcia Rosado, sendo eleito João do Canto e Castro Silva Antunes, com 137 votos a favor e um voto em branco.

## Resultados
| Candidato       | Candidato              | Partido                      | 1ª Volta | 1ª Volta        | 2ª Volta | 2ª Volta        |
| Candidato       | Candidato              | Partido                      | Votos    | %               | Votos    | %               |
| --------------- | ---------------------- | ---------------------------- | -------- | --------------- | -------- | --------------- |
|                 | João do Canto e Castro | Partido Nacional Republicano | 121      | 96,80 / 100,00  | 137      | 99,28 / 100,00  |
|                 | Tomás Garcia Rosado    | Independente                 | 1        | 0,80 / 100,00   |          |                 |
|                 | Basílio Teles          | Partido Democrático          | 1        | 0,80 / 100,00   |          |                 |
|                 | José Relvas            | Partido Unionista            | 1        | 0,80 / 100,00   |          |                 |
| Votos em Branco | Votos em Branco        | Votos em Branco              | 1        | 0,80 / 100,00   | 1        | 0,72 / 100,00   |
| Total           | Total                  | Total                        | 125      | 100,00 / 100,00 | 138      | 100,00 / 100,00 |